# Georgsmarienhütte
Georgsmarienhütte (umgangssprachlich GM-Hütte) ist eine Mittelstadt und eine selbständige Gemeinde im Südwesten des Landkreises Osnabrück in Niedersachsen. Ihr bedeutendstes Baudenkmal ist die im 12. Jahrhundert errichtete ehemalige Klosterkirche des früheren Klosters Oesede in dem gleichnamigen Stadtteil.

## Geografie

### Geografische Lage
Die „Stadt im Grünen“ liegt im Osnabrücker Land zwischen der Stadt Osnabrück im Norden und dem Teutoburger Wald im Süden. An der südlichen Ortsgrenze zu Bad Iburg liegt der 331 Meter hohe Dörenberg, die höchste Erhebung im niedersächsischen Teil dieses Mittelgebirges. Naturräumlich liegt Georgsmarienhütte damit im Osnabrücker Hügelland.

### Nachbargemeinden
Die Stadt Georgsmarienhütte grenzt von Norden beginnend im Uhrzeigersinn an
- die Stadt Osnabrück
- die Gemeinde Bissendorf
- die Gemeinde Hilter am Teutoburger Wald
- die Stadt Bad Iburg
- die Gemeinde Hagen am Teutoburger Wald
- die Gemeinde Hasbergen

### Stadtgliederung und Fläche der jeweiligen Stadtteile
Die Angaben zu den Einwohnerzahlen und Flächenangaben beziehen sich auf den Stichtag 1. Januar 2025.
| Stadtteil                               | Einwohner | Fläche (in km²) | Dichte (Ew/km²) |
| --------------------------------------- | --------- | --------------- | --------------- |
| Alt-Georgsmarienhütte (inkl. Malbergen) | 7607      | 9,86            | 772             |
| Harderberg                              | 3055      | 7,84            | 390             |
| Holsten-Mündrup                         | 758       | 5,73            | 132             |
| Holzhausen                              | 4469      | 4,26            | 1.049           |
| Kloster Oesede                          | 4505      | 13,02           | 346             |
| Oesede (inkl. Dröper)                   | 11.889    | 14,70           | 809             |

### Religionen

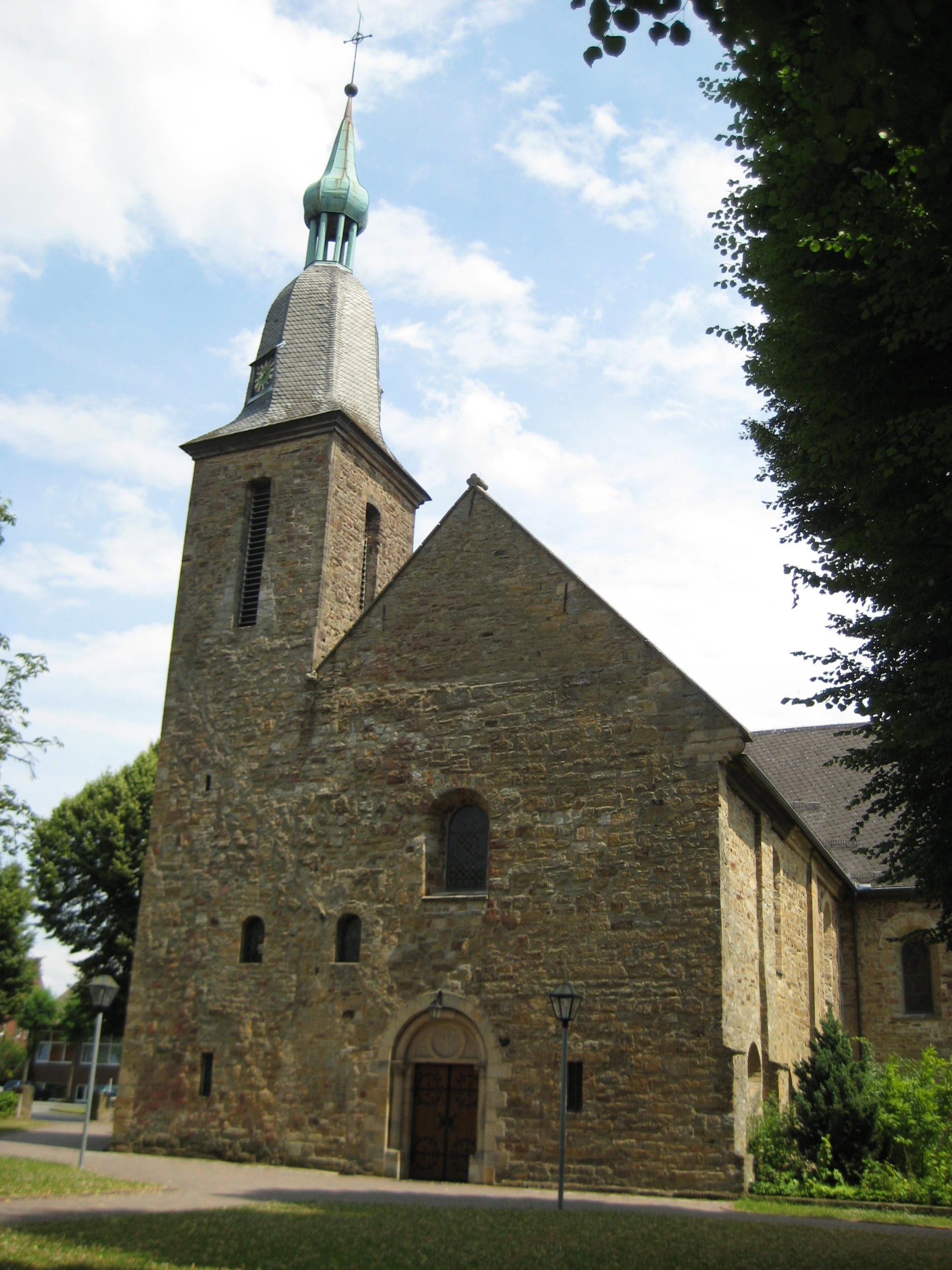
St. Johann, Kirche des ehemaligen Klosters Oesede

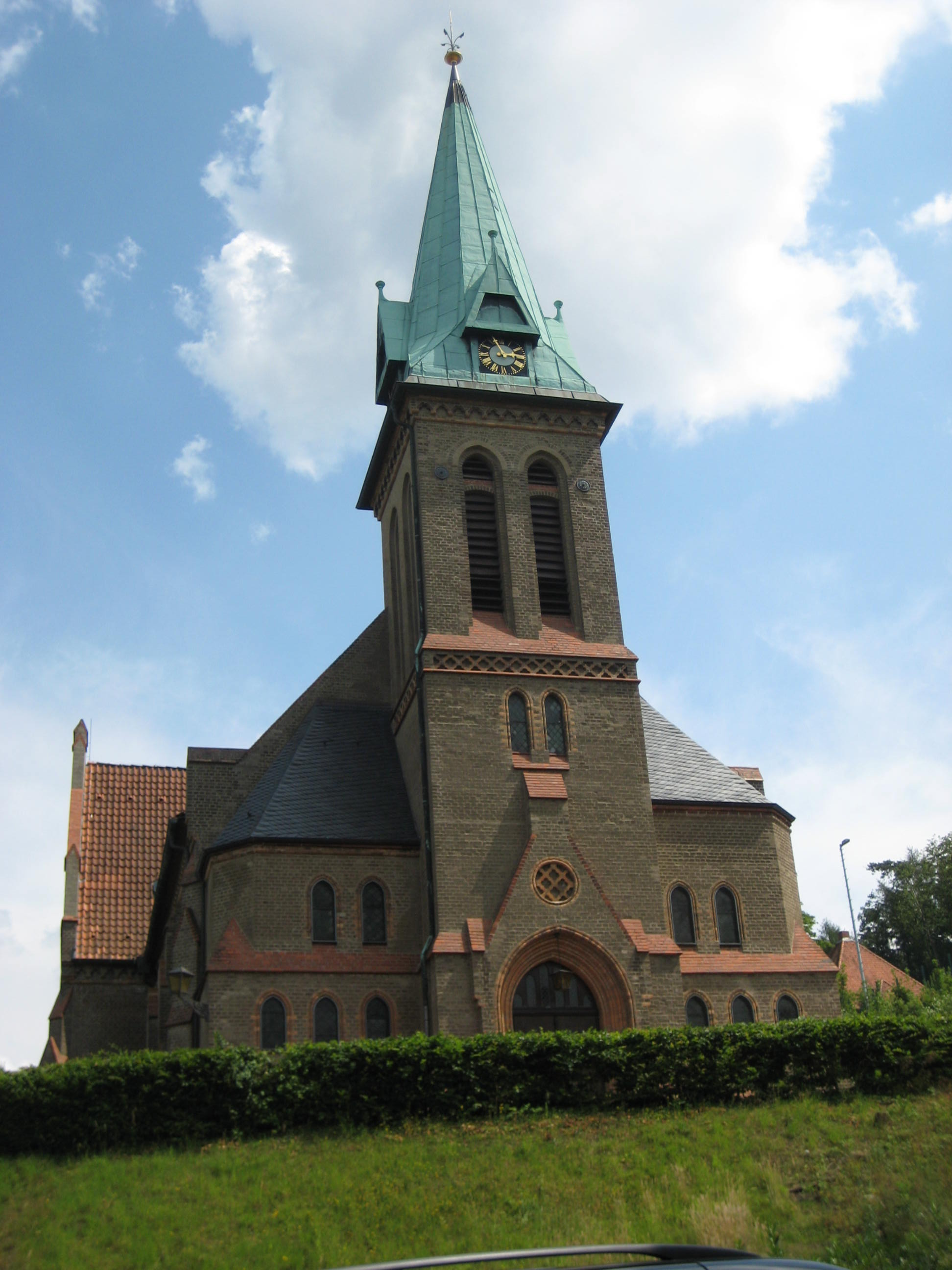
Die Lutherkirche wurde 1877 für die zugezogenen Protestanten errichtet

In Georgsmarienhütte gibt es die folgenden Kirchen mit den dazugehörigen Gemeinden:
Römisch-katholische Kirche:
- Herz-Jesu (Alt-Georgsmarienhütte)
- St. Antonius von Padua, Kloster Ohrbeck (Georgsmarienhütte-Holzhausen)
- St. Peter und Paul (Georgsmarienhütte-Oesede)
- Heilig-Geist-Kirche (Georgsmarienhütte-Oesede)
- Maria Frieden (Harderberg)
- St. Johann/St. Marien (Kloster Oesede)

Seit Februar 2009 bilden die Kirchengemeinden Herz Jesu und St. Antonius von Padua die Pfarreiengemeinschaft Georgsmarienhütte-West. Die bestehende Pfarreiengemeinschaft Georgsmarienhütte-Ost aus den Kirchengemeinden St. Peter und Paul, Heilig Geist und St. Maria Frieden wurde im Mai 2009 um die Kirchengemeinde St. Johann/St. Marien erweitert. Somit gibt es zwei katholische Pastoralteams mit jeweils einem leitenden Pfarrer mit Dienstsitz in St. Peter und Paul bzw. St. Antonius von Padua sowie mit mehreren Pastoren und Pastoral- bzw. Gemeindereferenten und pastoralen Mitarbeiterinnen. Daneben gibt es eine kleine Holzkirche, die Bruder-Klaus-Kirche, die zur Katholischen Landvolkhochschule Oesede gehört.
Die katholischen Christen aus dem Stadtteil Holsten-Mündrup gehören zur kath. Dionysius-Gemeinde in Bissendorf (Landkreis Osnabrück).
Evangelisch-lutherische Kirche:
- Lutherkirche (Alt-Georgsmarienhütte)
- König-Christus (Oesede)
- Auferstehung (Kloster Oesede)

Die evangelischen Gemeinden arbeiten seit 2009 in einer Kooperation der Pastoren, Diakone und in Gemeindeprojekten zusammen. Seit dem 1. Januar 2024 bilden die Gemeinden die Evangelisch-lutherische Kirchengemeinde Georgsmarienhütte.
Die evangelisch-lutherischen Christen aus dem Stadtteil Holzhausen gehören zur Apostelgemeinde in Osnabrück-Sutthausen.
Die evangelisch-reformierten Christen von Georgsmarienhütte sind Mitglieder der evangelisch-reformierten Gemeinde in Osnabrück.
Die Mitglieder der Neuapostolischen Kirche gehören zur Gemeinde Dissen-Bad Rothenfelde. Die Apostel-Engelauf-Kirche in Oesede wurde, bedingt auch durch die Altersstruktur, im Dezember 2014 entwidmet.
- Fatih-Camii-Moschee (Oesede)

Die Türkisch-Islamische Gemeinde in Georgsmarienhütte untersteht dem Dachverband DITIB.

## Geschichte
Nach 1857 baute der Georgs-Marien-Bergwerks- und Hüttenverein ein Eisenhüttenwerk in der Gemeinde Malbergen. Namensgeber waren der letzte Herrscher des Königreichs Hannover, Georg V. und seine Frau Marie. Aus der zugehörigen Arbeiterkolonie entstand 1860 die Gemeinde Georgsmarienhütte. Nach Jahren der räumlichen Ausdehnung wurde Malbergen 1937 eingemeindet. 1970 schlossen sich die Landgemeinden Oesede, Kloster Oesede, Harderberg, Holsten-Mündrup, das südliche Holzhausen sowie das Industriedorf Georgsmarienhütte zur neuen Gemeinde Georgsmarienhütte zusammen. Diese erhielt am 19. September 1970 die Stadtrechte.
Von 1857 bis 1925 stand in Georgsmarienhütte das Schloss Monbrillant, das im 18. Jahrhundert in Hannover als Lustschloss gebaut worden war. Dort wurde es abgetragen und in Georgsmarienhütte als Wohnhaus für die Direktoren des Hüttenwerks wieder aufgebaut. 1925 wich es der Erweiterung des Hüttenwerks. An das frühere Schloss erinnert die Bezeichnung Schloßstraße.
Am 4. April 1945 befreiten die Alliierten Osnabrück. Am 16. April 1945 erschoss im Ortsteil Wellendorf eine Gruppe von Männern die Zwangsarbeiter Stanislaw Gontek und Iwan Kowal. Die Stadt beabsichtigt, zum 80. Jahrestag des Mordes ein Mahnmal für die Zwangsarbeiter der Öffentlichkeit zugänglich zu machen.

## Einwohnerentwicklung

Bevölkerungsentwicklung in Georgsmarienhütte seit 1987

Die folgende Übersicht zeigt die Einwohnerzahlen von Georgsmarienhütte im jeweiligen Gebietsstand (jeweils am 31. Dezember).
Bei den Zahlen handelt es sich um Fortschreibungen des Landesbetriebs für Statistik und Kommunikationstechnologie Niedersachsen auf der Basis der Volkszählung vom 9. Mai 2011.
| Jahr | Einwohner |
| ---- | --------- |
| 1987 | 30.789    |
| 1990 | 31.910    |
| 1995 | 32.909    |
| 2000 | 32.872    |
| 2005 | 32.536    |

| Jahr | Einwohner |
| ---- | --------- |
| 2010 | 32.057    |
| 2011 | 32.026    |
| 2013 | 31.616    |
| 2014 | 31.543    |
| 2015 | 31.520    |

| Jahr | Einwohner |
| ---- | --------- |
| 2017 | 31.624    |
| 2018 | 31.827    |
| 2019 | 31.756    |

## Politik

### Rat
Der Rat hat gegenwärtig 38 Mitglieder aus fünf Parteien oder Gruppen. Dies ist die festgelegte Anzahl für eine Gemeinde mit einer Einwohnerzahl zwischen 30.001 und 40.000 Einwohnern. Die Ratsmitglieder werden durch eine Kommunalwahl für jeweils fünf Jahre gewählt. Hinzu kommt der Bürgermeister als stimmberechtigter Vorsitzender des Rates.
Die folgende Tabelle zeigt die Kommunalwahlergebnisse seit 1996.
| 2021–2026 | 37,3 | 14 | 27,8 | 11 | 17,1 | 6 | 9,4 | 4 | 5,0 | 2 | 3,4 | 1 | —   | — | 100 | 38 | 62,6 |
| 2016–2021 | 44,0 | 17 | 33,1 | 13 | 14,5 | 5 | —   | — | 3,7 | 1 | 4,0 | 2 | —   | — | 100 | 38 | 61,1 |
| 2011–2016 | 49,6 | 19 | 34,3 | 13 | 13,4 | 5 | —   | — | 1,0 | — | 1,7 | 1 | —   | — | 100 | 38 | 49,8 |
| 2006–2011 | 52,2 | 20 | 35,0 | 13 | 7,8  | 3 | —   | — | 2,8 | 1 | 2,2 | 1 | —   | — | 100 | 38 | 57,9 |
| 2001–2006 | 54,2 | 21 | 34,9 | 14 | 4,8  | 1 | —   | — | 3,2 | 1 | 2,6 | 1 | 0,1 | — | 100 | 38 | 64,7 |
| 1996–2001 | 52,3 | 21 | 35,4 | 14 | 7,4  | 2 | —   | — | 1,6 | — | 3,2 | 1 | —   | — | 100 | 38 | 71,1 |
| 1 Gemeinsam für Georgsmarienhütte _____________________________________ Prozentanteile gerundet. Quellen: Landesbetrieb für Statistik und Kommunikationstechnologie Niedersachsen, Landkreis Osnabrück Bei unterschiedlichen Angaben in den genannten Quellen wurden die Daten des Landesbetriebs für Statistik und Kommunikationstechnologie verwendet, da diese eine insgesamt höhere Plausibilität aufweisen. Die Ergebnisse der Kommunalwahl 2016 stammen von der Stadt Georgsmarienhütte (http://wahl-georgsmarienhuette.de/) |      |    |      |    |      |   |     |   |     |   |     |   |     |   |     |    |      |

### Bürgermeister
- seit 1. Juni 2019 Dagmar Bahlo (SPD)[11]
- 2011–2019 Ansgar Pohlmann (CDU)
- 1991–2011* Heinz Lunte (CDU)[12]
- 1986–1991 Hans Tegeler (CDU)[13]
- 1970–1986 Ludwig Siepelmeyer (CDU)

* Seit 1996 als Hauptamtlicher Bürgermeister

### Städtepartnerschaften
- Emmen (Niederlande)
- Ramat Hasharon (Israel)
- Kłodzko (Landgemeinde) (dt. Glatz, Polen)[15]
- Remagen (Deutschland)
- Saint-Macaire-en-Mauges, La Renaudière, seit 2016 Teil der Gemeinde Sèvremoine, und Saint-Philbert-en-Mauges, Teil der Gemeinde Beaupréau-en-Mauges (Frankreich)[16]

### Wappen, Flagge und Banner
| Banner, Wappen und Hissflagge |                                     |
|                               | Ohne Kontur von der Stadt verwendet |
|                               |                                     |

| Wappen von Georgsmarienhütte | Blasonierung: „Im roten Schild ein silberner gekrönter steigender Leopard.“ |
| Wappen von Georgsmarienhütte | Wappenbegründung: Das Wappen wurde der Gemeinde Oesede 1951 durch die niedersächsischen Minister des Innern verliehen. Es wurde von der 1970 neu gegründeten Stadt Georgsmarienhütte weitergeführt und ist in kaum veränderter Form abgeleitet vom Wappen der Stifter des Klosters Oesede, der Grafen von Oesede. Die Farben entstammen dem Wappen der Grafschaft Ravensberg. |

Banner und Flagge sind ebenfalls mit dem Wappen verliehen worden:

„Die Flagge der Stadt besteht aus drei waagerechten Streifen in den Farben Rot-Weiß-Rot, und sie zeigt auf weißem Grund das Wappen der Stadt.“

Die korrekte Beschreibung lautet: „Die Hissflagge zeigt auf einer weißen, von zwei roten Längsstreifen im Verhältnis 1:3:1 begleiteten Bahn das Wappen der Stadt.“
Darüber hinaus führt die Stadt ein Banner: „Es zeigt auf einer weißen, von zwei roten Längsstreifen im Verhältnis 1:3:1 begleiteten Bahn das nach oben hin verschobene Wappen.“

## Kultur und Sehenswürdigkeiten

### Museen
- Städtisches Museum Villa Stahmer
- Kreimer-Selberg Museum

### Theater
- Waldbühne Kloster Oesede

### Bauwerke
- das ehemalige Kloster Oesede in dem nach dem Kloster benannten Stadtteil, mit seiner Klosterkirche und Nebengebäuden
- Hermannsturm auf dem Dörenberg, Aussichtsplattform in 352 m Höhe
- Varusturm auf dem Lammersbrink, baugleich mit dem Hermannsturm
- Jugendstilvilla der Industriellenfamilie Stahmer von 1900[20], heute Museum Villa Stahmer
- Kutscherhaus der Villa Stahmer von 1900, Carl-Stahmer-Weg 13, heute Kunstschule Paletti[21]
- Augustaschacht Ohrbeck, Mahnmal zum Gedenken an das Arbeitserziehungslager
- Kloster Ohrbeck in Holzhausen
- traufständiges Wohn-/Wirtschaftsgebäude von 1830, Oeseder Straße 96 (unter Denkmalschutz)[22]

### Denkmäler
- Mahnmal des Augustaschachts Ohrbeck
- Mahnmal für ermordete Zwangsarbeiter (Friedhof in Kloster Oesede)[23][24]
- Stolpersteine
- Fresken in der Krypta der Heilig-Geist-Kirche, den Märtyrern und Bekennern des 20. Jahrhunderts gewidmet
- Theodor Holste-Denkmal (Kasinopark in Alt-Georgsmarienhütte)
- Carl Wintzer-Denkmal (Kasinopark in Alt-Georgsmarienhütte)
- Gedenkstein Hohe Linde
- Denkmal Ottoschacht
- Gaußstein (technisches Denkmal auf dem Dörenberg)

Siehe auch: Liste der Baudenkmäler in Georgsmarienhütte

Siehe auch: Liste der Bodendenkmale in Georgsmarienhütte

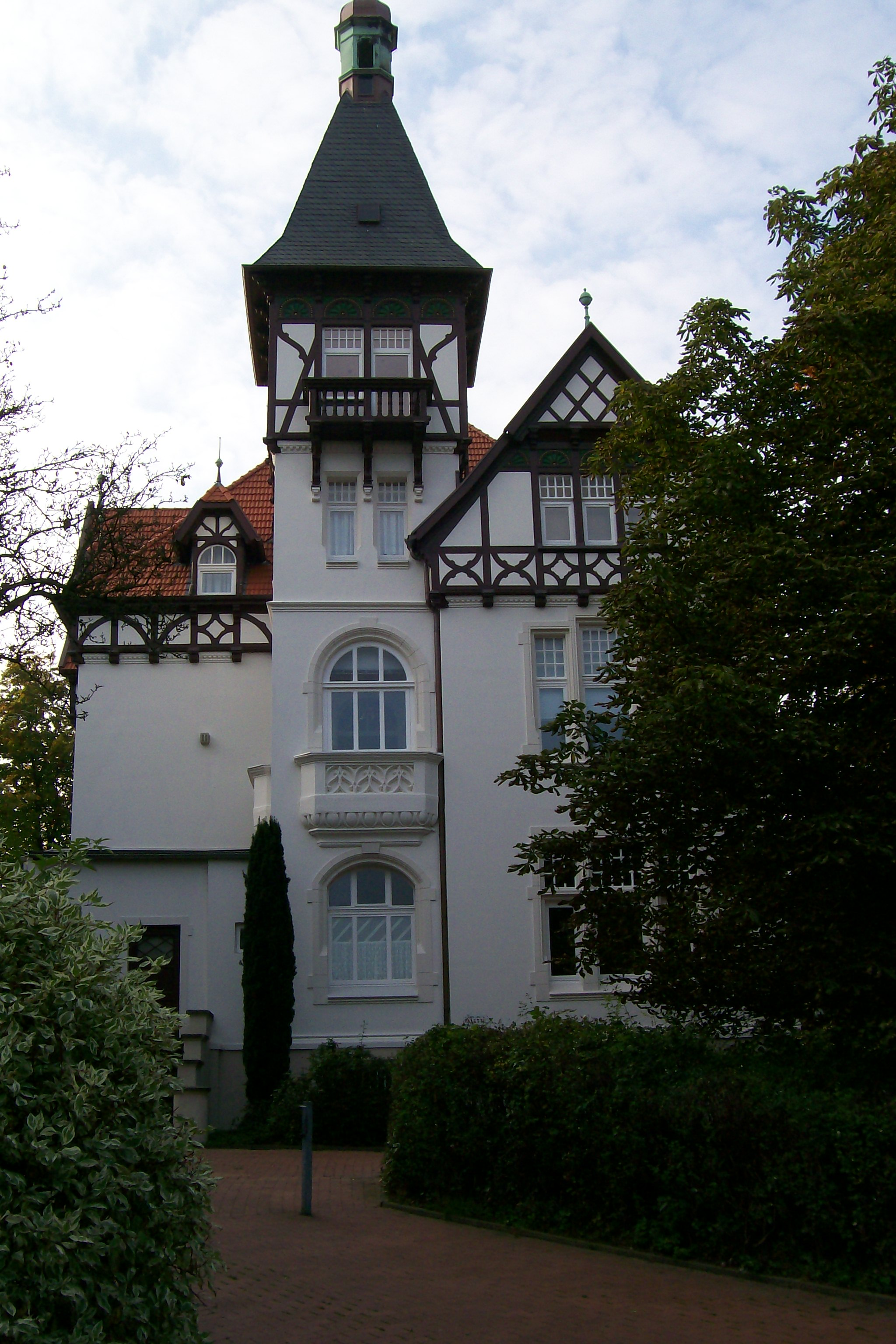
Museum Villa Stahmer
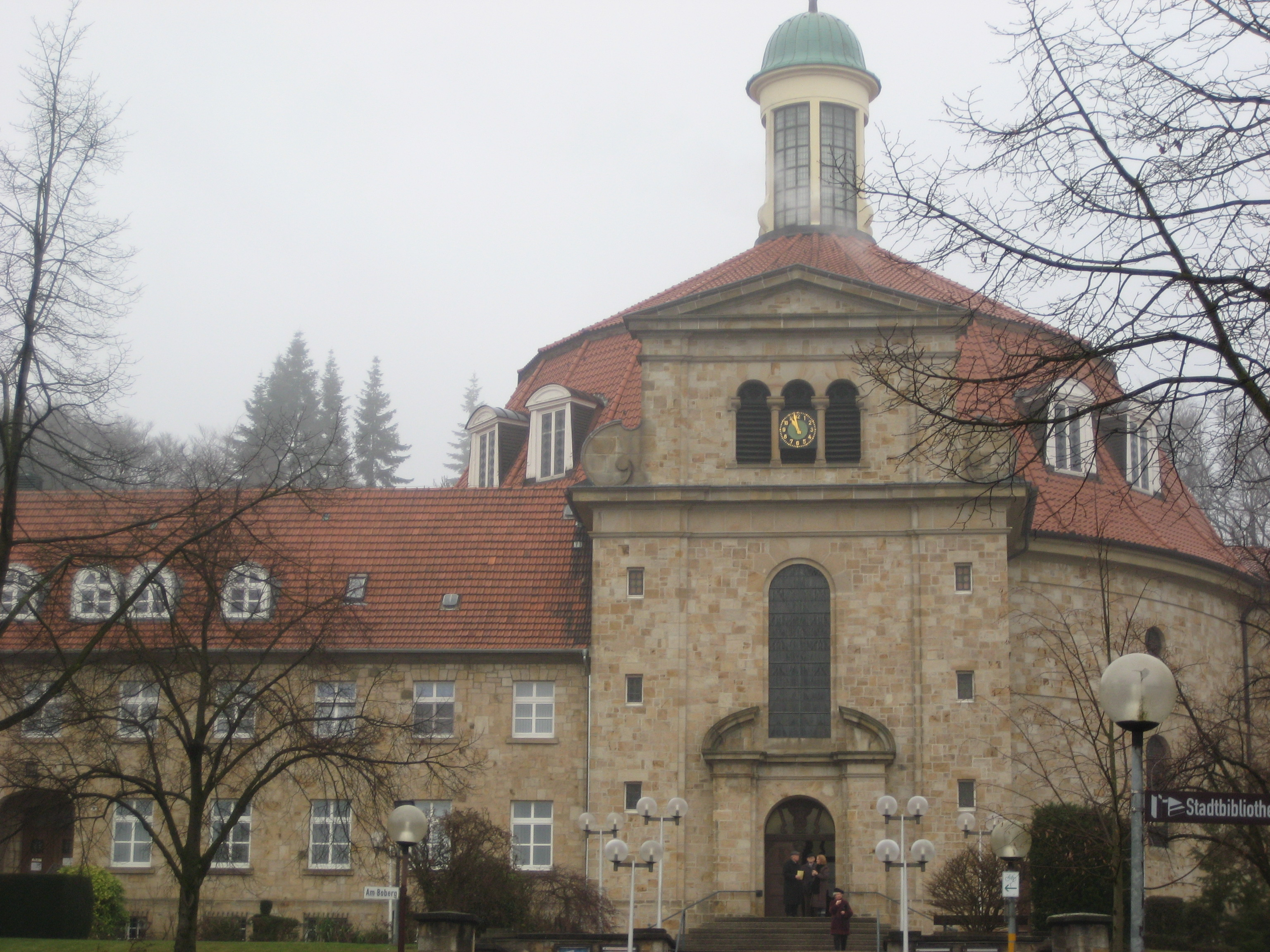
Kloster Ohrbeck
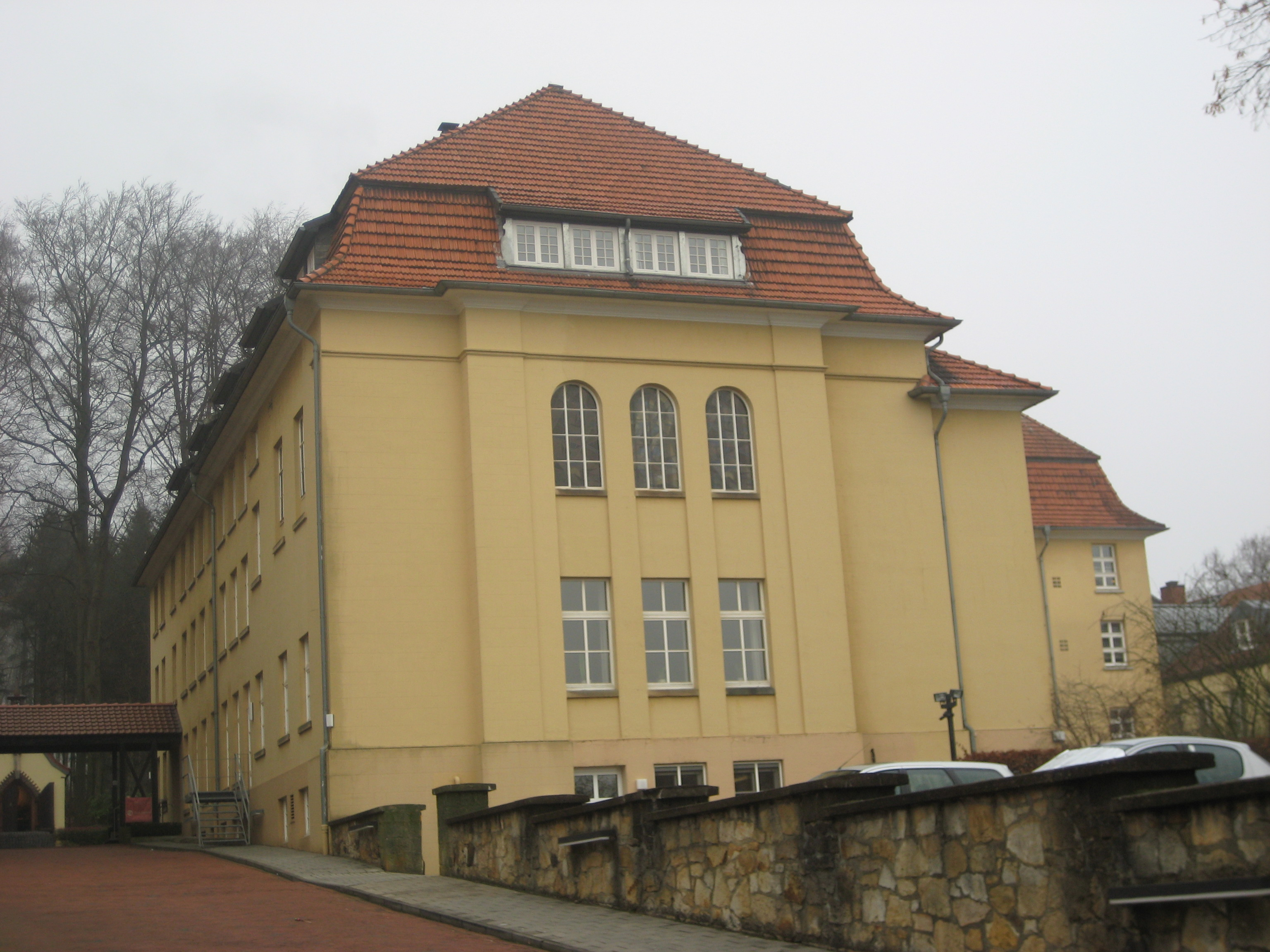
Haus Ohrbeck
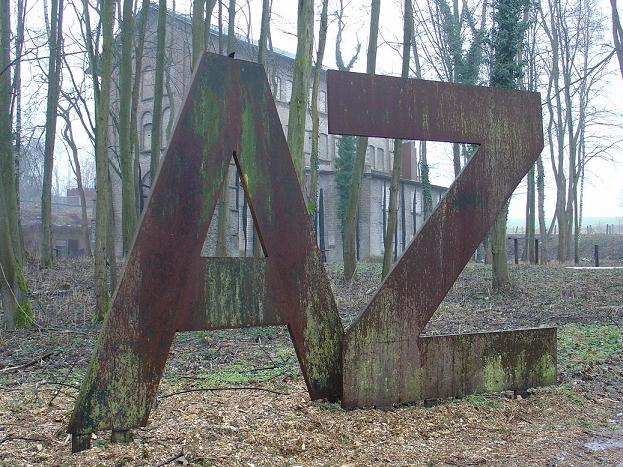
Mahnmal des Augustaschachts Ohrbeck
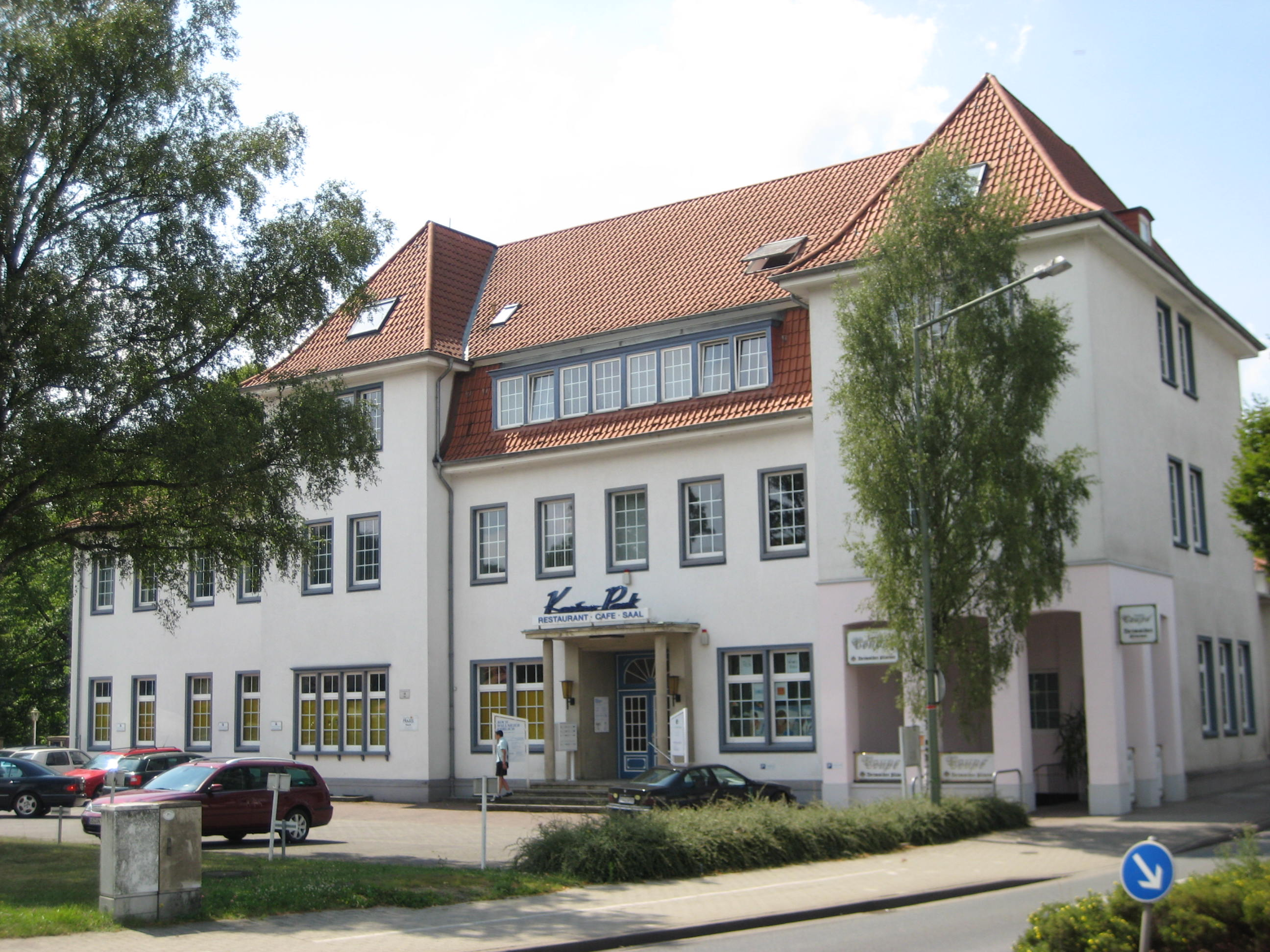
Ehemaliges Kasino des Stahlwerks
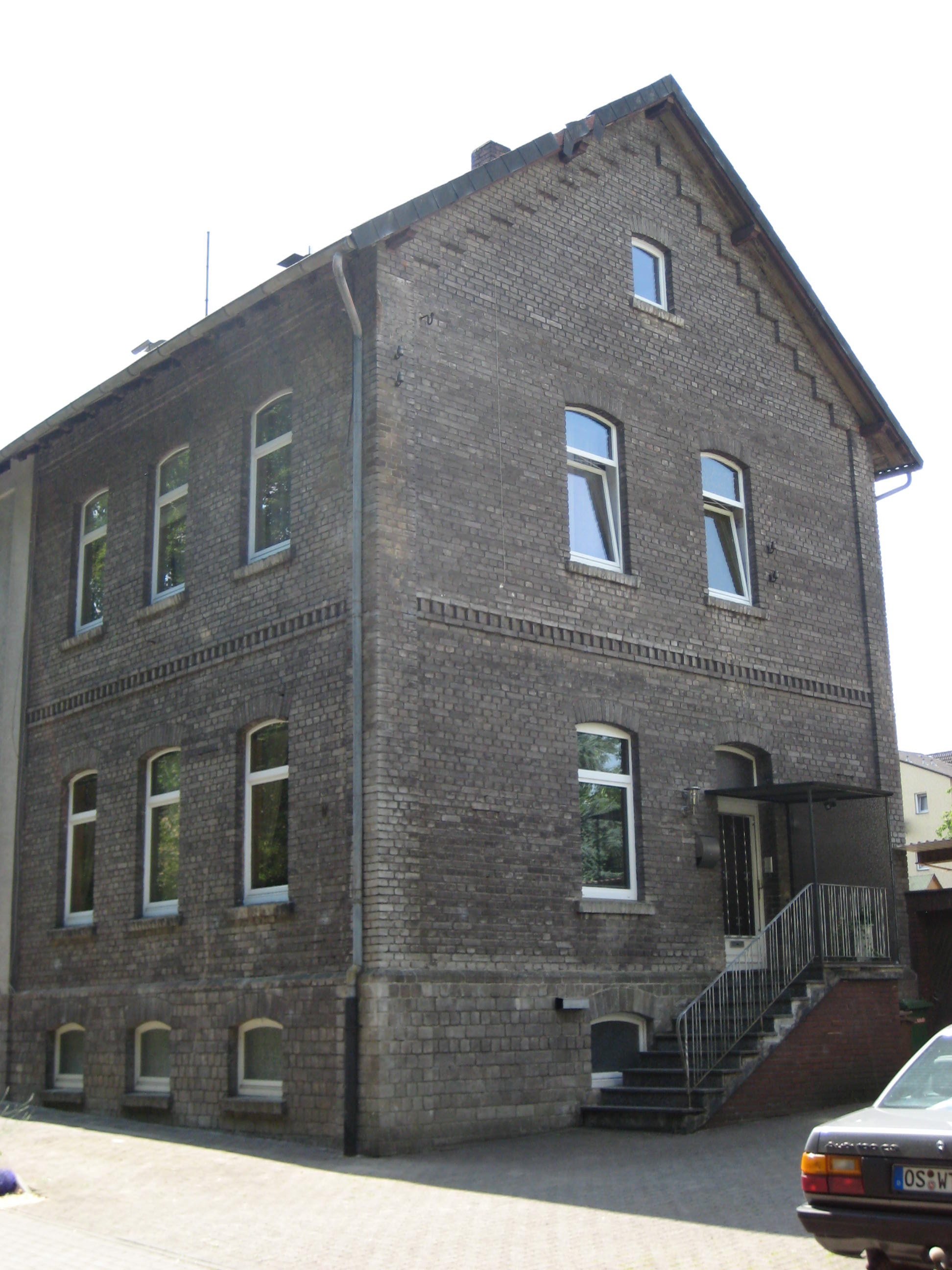
Charakteristisch für die Wohngebäude, die im 19. Jahrhundert als Werkswohnungen in Georgsmarienhütte errichtet wurden, sind die Häuser in der Schlossstraße

### Musikveranstaltungen
Das Forum Artium am Kasinoteich in Alt-Georgsmarienhütte veranstaltet regelmäßig Konzerte mit den Teilnehmern seiner Meisterkurse im eigenen Kammerkonzertsaal. Alljährlich organisiert das Forum Artium das Festival Musica Viva, das 1989 als „Tage Alter Musik im Osnabrücker Land“ gegründet wurde. Spielstätten sind historisch wertvolle Bauwerke in Osnabrück und seinem Umland.
Alljährlich findet im Stadtteil Harderberg das Open-Air-Festival „Hütte Rockt“ statt. Hier treten regional (zum Beispiel „Frog Bog Dosenband“), aber auch überregional bekannte (zum Beispiel „J.B.O.“, „Herzleid“, „Serum 114“, „Donots“, „Jupiter Jones“) Bands auf. Der Schwerpunkt liegt auf Musikrichtungen von Rock bis Metal. Die Waldbühne Kloster Oesede ist Spielort für ein abwechslungsreiches Musical-Programm.

### Regelmäßige Veranstaltungen
- Februar: Hüttensonntag/Karnevalsumzug
- April: Hüttenmarkt in Alt-Georgsmarienhütte
- Mai: Kirmes Kloster Klipp
- Pfingsten: Schützenfest Holsten-Mündrup[28]
- Juni: Stadtfest
- Juli: Flohmarkt rund ums Rathaus
- Juli: Holi Farbrauschfest
- Juli: Kasinoparkfest (Lichterfest)
- Juli/August: Autokino, Hütte Rockt Festival
- September: Kirmes in Holzhausen und Oesede
- Oktober: Kneipentour
- November: Oeseder Feuerabend (Straßenfest)
- November: Hüttenmahlzeit (Kolpinghaus Alt-Georgsmarienhütte)
- Ende November bis Anfang Januar: Eislaufbahn GMHütte on Ice
- Dezember: Weihnachtsmärkte

## Infrastruktur und Wirtschaft

### Verkehr

#### Straße
Georgsmarienhütte ist durch die in Nord-Süd-Richtung verlaufende Bundesstraße B 51 kreuzungsfrei an das Fernstraßennetz über die Bundesautobahn A 30 angebunden. Weiterhin befinden sich in den Stadtteilen Harderberg und Kloster Oesede Anschlüsse an die A 33 und die B 68 in Nord-Süd-Richtung. In Ost-West-Richtung verläuft die Landesstraße L 95.

#### Bahn
Nächster ICE-Halt ist Osnabrück Hauptbahnhof. In diesem Turmbahnhof kreuzen sich die Bahnstrecken Hamburg – Bremen – Ruhrgebiet (Bahnstrecke Wanne-Eickel–Hamburg) und Amsterdam – Hannover – Berlin (Bahnstrecke Löhne–Rheine).
Durch das Stadtgebiet verläuft die Bahnstrecke Osnabrück–Bielefeld (KBS 402), auf der im Stundentakt die Regionalbahn „Haller Willem“ RB 75 verkehrt. Haltepunkte befinden sich in Oesede und Kloster Oesede. Durchgeführt wird der Schienenpersonennahverkehr von der NordWestBahn, die Talent-Dieseltriebwagen für Geschwindigkeiten bis zu 120 km/h einsetzt. Bestimmte Siedlungsbereiche der Stadt liegen auch in der Nähe zu Bahnhaltepunkten in Nachbarorten, so ist von Holzhausen mit dem Bus der Bahnhof Osnabrück-Sutthausen erreichbar und von der Siedlung Brannenheide ist der nächste Bahnhof in Wellendorf (Hilter). Nur noch im Güterverkehr bedient wird die Bahnstrecke Georgsmarienhütte–Hasbergen. Sie hatte einen Bahnhof in Georgsmarienhütte und einen in Holzhausen-Patkenhof. Die Güterstrecke gewährt einen Anschluss an die Bahnstrecke Wanne-Eickel–Hamburg und damit auch die für das Stahlwerk wichtige Anbindung an den Osnabrücker Hafen.

#### Bus
Im Straßenpersonennahverkehr verkehren Regionalbusse nach Bad Iburg, Bad Laer, Glandorf, Hagen, Hilter-Borgloh, Hilter, Dissen am Teutoburger Wald, Bad Rothenfelde sowie im 10-Minuten-Takt nach Osnabrück.
Eine wichtige Bushaltestelle als Knotenpunkt der Buslinien im Osnabrücker Südkreis ist Oesede-Gildehaus; sie liegt auch in der Nähe zum Bahnhof Oesede und zur Einkaufsstraße Oeseder Straße. Ferner gibt es im 20-Minuten-Takt in Holzhausen den Bus nach Osnabrück, in der anderen Richtung fährt er teilweise weiter bis Hagen bzw. Malbergen.
Die Stadt Georgsmarienhütte hat eine sehr starke Pendlerverflechtung nach und von Osnabrück.
Es gibt im Rahmen der Planungen der Planungsgesellschaft Nahverkehr Osnabrück (PlaNOS) Überlegungen, Linien an der Stadtgrenze zu unterbrechen, so für die Verbindung von Hagen, Holzhausen nach Osnabrück-Mitte mit einem Umstiegspunkt in Os.-Sutthausen an der Stadtgrenze oder mit der Unterbrechung der Linie von Osnabrück über Oesede, Dröper, Brannenheide nach Wellendorf-Borgloh mit einer Unterbrechung zwischen Brannenheide und Wellendorf an der Stadtgrenze.

#### Flugzeug
Georgsmarienhütte liegt etwa 32 Kilometer vom internationalen Flughafen Münster-Osnabrück (FMO) in Greven und etwa 15 km vom Verkehrslandeplatz Atterheide in Osnabrück entfernt.

### Mittelzentrum
Die Stadt Georgsmarienhütte ist in der regionalen Raumordnung ein Mittelzentrum mit den funktionellen Schwerpunkten Arbeiten, Wohnen, Erholung und einem Einzelhandelsangebot sowohl des alltäglichen wie des mittelfristigen Bedarfs.
Arbeiten

Als Wirtschaftsstandort mit ausdifferenzierter mittelständischer Wirtschaftsstruktur weist die Stadt eine Arbeitsplatzdichte (sozialversicherungspflichtige Arbeitsplätze dividiert durch Einwohner) von annähernd 1 : 3 aus und damit den größten Zustrom an Einpendler aller Kommunen im Landkreis Osnabrück. Vor Ort befinden sich eine Geschäftsstelle der Bundesagentur für Arbeit und eine Außenstelle der kommunalen Arbeitsvermittlung des Landkreises Osnabrück, MaßArbeit kAöR (Jobcenter).
Die Stadt Georgsmarienhütte ist eine Pendlergemeinde, wo es im Jahr 2014 bei den sozialversicherungspflichtig Beschäftigten insgesamt 8.984 Einpendler und 8.852 Auspendler gibt, während nur 3.994 Beschäftigte auch in der Stadt selbst wohnen und arbeiten. Die stärkste Pendlerverflechtung mit 4.532 Auspendlern und 2.322 Einpendlern gibt es mit Osnabrück. Des Weiteren gibt es Pendlerverflechtungen vor allem mit weiteren Kommunen im Landkreis Osnabrück, besonders zu betonen sind 870 Einpendler aus Hagen a.T.W. und 237 Auspendler nach Hagen a.T.W., 549 Einpendler aus Hilter a.T.W. und 339 Auspendler nach Hilter a.T.W., ferner 476 Einpendler aus Bad Iburg und 247 Auspendler nach Bad Iburg. In Größenordnungen zwischen jeweils 80 und 400 Ein- und Auspendlern gibt es Pendlerverflechtungen mit Hasbergen, Bad Laer, Bad Rothenfelde, Dissen, Melle, Bissendorf, Belm.

### Unternehmen
Wichtigster Industriebetrieb ist das namensgebende Stahlwerk Georgsmarienhütte GmbH, das zur Georgsmarienhütte Unternehmensgruppe gehört. Drittgrößter Arbeitgeber nach der Niels-Stensen-Kliniken GmbH, die in Georgsmarienhütte zwei Krankenhäuser betreibt, ist die Oeseder Möbel-Industrie Mathias Wiemann GmbH & Co. KG (Wiemann Möbel). Durch die Nähe zum Automobilhersteller Karmann gab es auch Ausgründungen in der Automobilindustrie. Die WELP GROUP ist mit Farmingtons Automotive GmbH (ehemals pgam) vertreten. Die SD Automotive Solution (ehemals SD Automotive) war ein Dienstleister der Automobilindustrie. Ein mittelständisches High-tech-Unternehmen ist die Firma Belec Spektrometrie Opto-Elektronik GmbH, die optische Emissionsspektrometer zur Metallanalyse herstellt und weltweit vertreibt. Auch die Nahrungsmittelindustrie (DMK Deutsches Milchkontor, Moguntia Food Group (ehemals Indasia Gewürzwerk), Confiserie Gustav Berning GmbH) und die Baubranche (MBN GmbH, BWG Betonwerk Georgsmarienhütte GmbH) sind mit mittelständischen Unternehmen vertreten. Mit der jpc-schallplatten Versandhandelsgesellschaft mbH haben nicht nur ein Medienversandhändler, sondern auch das Musiklabel cpo (classic production osnabrück), Grammy-Preisträger 2015, in Georgsmarienhütte ihren Sitz. Eine traditionsreiche Firma ist die 1841 vom Orgelbauer Ludwig Rohlfing übernommene Orgelbaufirma Orgelbau Kreienbrink.

### Bildung
Neben Grund- und Hauptschulen gibt es eine Realschule und das Gymnasium Oesede. Das Gymnasium ist ebenso wie die Förderschule Comeniusschule in Trägerschaft des Landkreises Osnabrück. Im Ortsteil Holsten-Mündrup gibt es die Kinder- und Jugendbildungsstätte Dionysiushaus. Leseförderung findet in der Stadtbibliothek Georgsmarienhütte (kirchliche öffentliche Bücherei mit über 44.000 Medien) mit ihren Einrichtungen in den Stadtteilen Oesede (Hauptstelle), Holzhausen, Kloster Oesede, Harderberg und Alt-Georgsmarienhütte (Kirchstraße und Hindenburgstraße) statt. Die Kunstschule Paletti, eine gemeinnützige Kunstschule für Kinder, Jugendliche und Erwachsene, wird von der Stadt Georgsmarienhütte unterstützt. Die kommunale Kreismusikschule ist mit einer Niederlassung vertreten. Mit dem Forum Artium ist Georgsmarienhütte auch Sitz einer Akademie für Musik und Internationale Meisterkurse.
Erwachsene können sich über Volkshochschulkurse oder in der Katholischen Landvolkhochschule „Johannes-Schlömann-Schule“ in Oesede weiterbilden.
Eine staatlich anerkannte Bildungsstätte und Heimvolkshochschule in der Trägerschaft des Ordens der Franziskaner (OFM) und des Bistums Osnabrück befindet sich mit „Haus Ohrbeck“ im Kloster Ohrbeck in Holzhausen.
Die Hochschule Osnabrück und die Universität Osnabrück befinden sich in etwa 11 km Entfernung.

### Krankenhäuser
In der Stadt befinden sich drei Krankenhäuser. Die Niels-Stensen-Kliniken GmbH, ein kirchlicher Krankenhausträger mit Sitz in Osnabrück, betreibt das Franziskus-Hospital Harderberg. Sieben medizinische Fachabteilungen und eine Ambulanz versorgen vorwiegend Patienten aus Osnabrück und dem Südkreis. In unmittelbarer Nähe befindet sich in gleicher Trägerschaft die Magdalenen-Klinik, eine Privatklinik für Psychotherapie, Psychosomatik und Psychiatrie. Der am Kasinopark gelegene Standort des Klinikums Osnabrück hat seinen Schwerpunkt im Bereich der Geriatrie und des Kompetenzzentrums Sucht.

### Sport
28 Sportvereine bieten ein umfangreiches Angebot an traditionellen, aber auch speziellen Sportarten an. Neben Sporthallen, Laufstrecken, einer Vielzahl an Sportplätzen stehen auch zwei Schwimmbäder, das Panoramabad mit 50 m Außenbecken, Erlebnisbereich und Hallenbad, sowie das Waldbad zur Verfügung. Eine Beachvolleyball-, eine Skater-Anlage und ein Minigolfplatz gehören ebenfalls zum Angebot.

## Personen und Persönlichkeiten

### In Georgsmarienhütte geboren
- Gerhard Ritter von Vering (1755–1823), Dr. der Heilkunde, Ritter des Österreichisch-kaiserlichen Leopold-Ordens[34]
- Joseph Anton Hemann (1816–1897), deutschamerikanischer Erzieher, Herausgeber von Zeitungen und Bankier[35]
- Ernst Stahmer (1867–1929), Unternehmer, Kommerzienrat, Dr. h. c., Inhaber der Vereinigten Eisenbahn-Signal-Werke in Georgsmarienhütte, Präsident der Industrie- und Handelskammer Osnabrück von 1915 bis 1929
- Franz Kampers (1868–1929), Historiker
- Walther Kranz (1884–1960), Klassischer Philologe und Philosophiehistoriker
- Hans Brune (1889–1977), Politiker (SPD), Landtagsabgeordneter in Rheinland-Pfalz
- Bernhard Huys (1895–1973), Maler, Mitbegründer und langjähriger Vorsitzender des Vereins der Freunde Worpswedes
- Grethe Jürgens (1899–1981), Malerin, Vertreterin der ‚Neuen Sachlichkeit‘
- Fritz Heringhaus (1905–1959), Politiker (SPD), 1945 bis 1947 ehrenamtlicher Bürgermeister der Gemeinde Oesede und von 1951 bis 1955 Mitglied des Niedersächsischen Landtages
- Gretel Hartung (1923–1990), Opern- und Operettensängerin
- Josef Tegeler (1926–2013), Unternehmer und Politiker (CDU), Landrat des Kreises Osnabrück von 1964 bis 1993, danach Ehrenlandrat
- Ernst-Otto Meyer (1927–2010), Fußballspieler
- Hans Kaiser (1938–2024), Politiker (SPD), von 1970 bis 1990 Mitglied des Niedersächsischen Landtages
- Werner Menke (* 1946), Biologe, Heimatkundler, Autor und Lehrer
- Hans Peter Adamski (* 1947), Bildender Künstler, Maler und Professor für Malerei
- Werner F. Ebke (* 1951), Professor für Bürgerliches Recht, Wirtschaftsrecht, internationales Privatrecht und Steuerrecht und Herausgeber der Neuen Osnabrücker Zeitung
- Günter Knoblich (* 1953), Fußballspieler
- Joachim Rieke (* 1960), Pianist, Musikpädagoge und Professor für Klavierspiel
- Jürgen Abromeit (* 1960), Manager
- Conny Dachs (* 1963), Pornodarsteller
- Susanne Albers (* 1965), Informatikerin
- Dagmar Bahlo (* 1965), Juristin und Bürgermeisterin der Stadt Georgsmarienhütte
- Kay Ray (* 1965), Kabarettist und Travestiekünstler
- Karsten Buse (* 1966), Physiker und Hochschullehrer
- Kay Peter Jankrift (* 1966), Historiker und Medizinhistoriker
- Stefan Vinke (* 1966), Opernsänger (Tenor)
- Mario Haunhorst (* 1967), Glas- und Lichtkünstler
- Oliver Zapel (* 1968), Fußballspieler und -trainer
- Roland Twyrdy (1969–2024), Fußballspieler und -trainer
- André Bücker (* 1969), Regisseur und Intendant
- Stefan Niggemeier (* 1969), Medienjournalist
- Matthias Pees (* 1970), Theaterkritiker und Dramaturg
- Patrick Sommer (* 1970), Redakteur, Moderator und Nachrichtensprecher
- Jan Peter Bechtluft (* 1971), Kommunalpolitiker und Bürgermeister von Papenburg (CDU)
- Hardy Schwetter (* 1971), Musiker und Schauspieler
- Lars Distelhorst (* 1972), Sozialwissenschaftler
- Svantje Wascher (* 1972), Schauspielerin, Moderatorin und Synchronsprecherin
- Dagmar Hirschfelder (* 1973), Kunsthistorikerin
- André Marx (* 1973), Autor
- Lars Ostwaldt (* 1973), Richter am Bundesgerichtshof
- Ralf-Peter Vonberg (* 1973), Mediziner und Hochschullehrer
- Christine Adams (* 1974), Stabhochspringerin
- Nicole Brandebusemeyer (* 1974), Fußballspielerin
- Christina Kuzaj (* 1974),  Basketballspielerin.
- Stefan Muhle (* 1974), Jurist, politischer Beamter und Politiker (CDU)
- Daniel Thioune (* 1974), Fußballspieler und -trainer
- Sascha Weidner (1974–2015), Fotograf und Künstler
- Tobias Lehmkuhl (* 1976), Literaturkritiker und Autor
- Richard Spiegelburg (* 1977), Leichtathlet
- Ingo Clauß (* 1977), Kunstwissenschaftler und Kurator
- Martin Zumsande (* 1981), Schachspieler
- Christian Wiermer (* 1982), Journalist und politischer Beamter
- Thomas Uhlen (* 1985), Politiker (CDU)
- Silke Spiegelburg (* 1986), Leichtathletin
- Janina Wellers (* 1986),  Basketballspielerin
- Jan Lüke (* 1989), Ruderer
- Kristina Börner (* 1990), Fußballspielerin
- Stefanie Hiekmann (* 1990), Foodjournalistin und Kochbuchautorin
- Patrick Stühlmeyer (* 1990), Springreiter
- Gerrit Nauber (* 1992), Fußballspieler
- Angelika Dubinski (* 1995), Eiskunstläuferin
- Jonas Pohlmann (* 1996), Politiker (CDU)
- Simon Strakeljahn (* 1999), Handballspieler
- Julia Kassen (* 2002), Fußballtorhüterin
- Philip Woltmann (* 2002), Eishockeyspieler
- Robert Timmermeister (* 2003), Handballspieler
- Darren Aidenojie (* 2004), Basketballspieler
- Frieda Bühner (* 2004), Basketballspielerin

### Mit Georgsmarienhütte verbunden
- Georg V., König von Hannover (1819–1878) und seine Frau Marie von Sachsen-Altenburg (1818–1907) gaben dem 1856 gegründeten Georgs-Marien-Bergwerks- und Hüttenverein den Namen und sind damit Namensgeber der heutigen Stadt Georgsmarienhütte[3]
- Carl Wintzer (1828–1881), Ingenieur und langjähriger Direktor des Georgs-Marien-Bergwerks- und Hüttenvereins[36]
- Carl Stahmer (1833–1905), Gründer der Vereinigten Eisenbahnsignalwerke in Oesede, Mäzen und Erbauer der Villa Stahmer[37]
- Carl Möller (1930–2011), Bauingenieur, Bauunternehmer und Politiker (CDU). Geschäftsführer der Carl Möller Bauunternehmung (Erbauer unter anderem des Varusturms), wozu in Georgsmarienhütte das Betonteilwerk, die Carl Möller Klinkerwerke und Carl Möller Wohnbau gehörten
- Hermann Sandkämper (* 1930), Betriebstechniker und Politiker (CDU), Betriebsrat der Georgsmarienhütte GmbH, von 1967 bis 1990 Mitglied des Niedersächsischen Landtages für den Landtagswahlkreis Georgsmarienhütte
- Burkhard Ritz (1931–2025), Landwirt und Politiker (CDU), 1963 bis 1965 ehrenamtlicher Bürgermeister der Gemeinde Oesede, von 1980 bis 1986 Finanz- und von 1986 bis 1990 Landwirtschaftsminister der Regierung des Landes Niedersachsen
- Volker Issmer (1943–2023), Lehrer, Historiker und Schriftsteller aus Osnabrück, Kindheit in Kloster-Oesede, Verdienste bei der Errichtung der Gedenkstätte Arbeitserziehungslager Ohrbeck, Ehrengabe der Stadt Georgsmarienhütte
- Dietmar Hexel (* 1949), Gewerkschafter, Politiker, Vertreter der Arbeitnehmer der Georgsmarienhütte GmbH
- Jürgen Großmann (* 1952), Unternehmer und Manager, Gesellschafter der Georgsmarienhütte Holding GmbH, ehemaliger Vorstandsvorsitzender des Energiekonzerns RWE in Essen
- Werner Heinze (* 1955), Maler, wuchs in Georgsmarienhütte auf
- Jan Korte (* 1977), Politiker (Die Linke) seit 2005 Mitglied des Deutschen Bundestages, aufgewachsen in Oesede, Abitur am Gymnasium Oesede 1997